# Javier Garrido

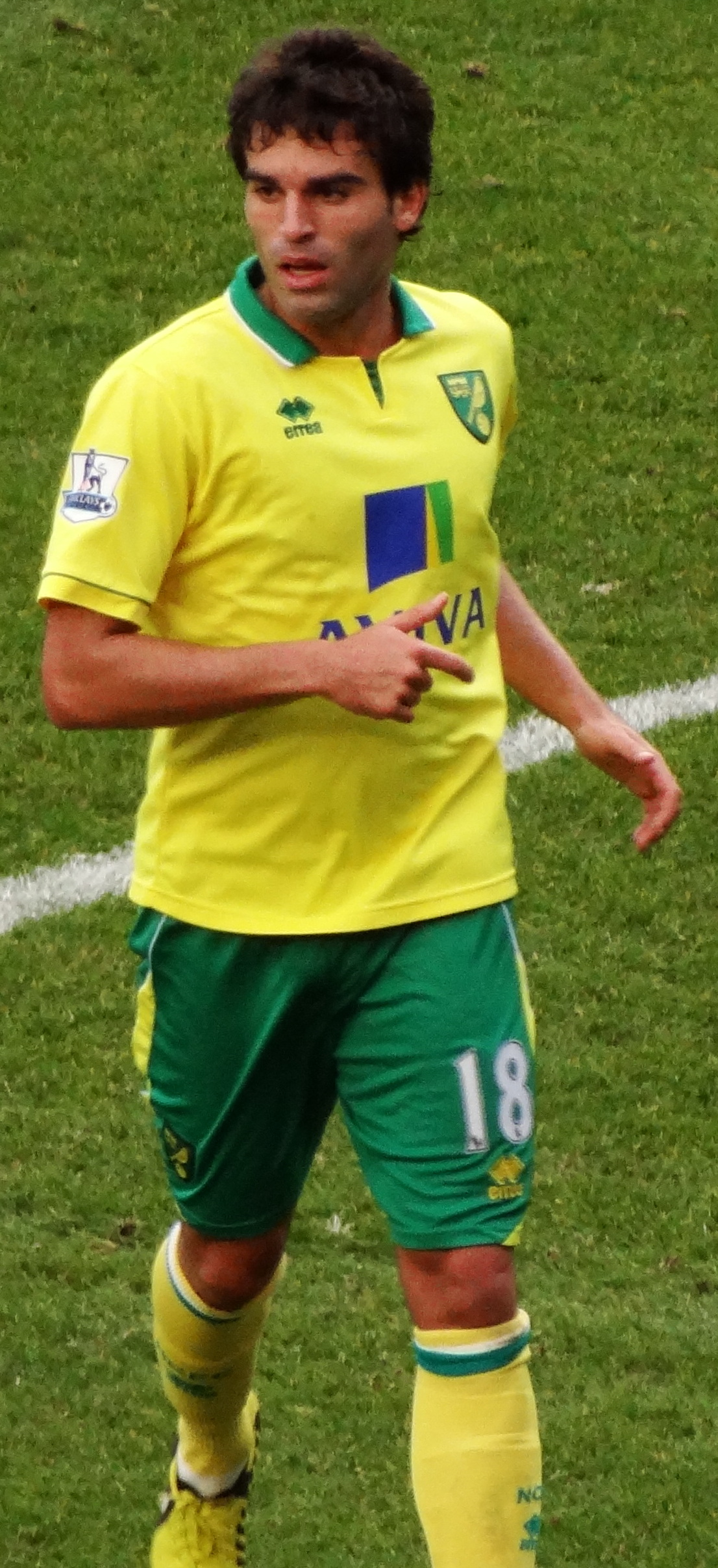
Javier Garrido als speler van Norwich City

Javier Garrido Behobide (Irún, 15 maart 1985) is een Spaans betaald voetballer die bij voorkeur in als linksback speelt. Hij tekende in juli 2018 een tweejarig contract bij Real Unión.

## Clubvoetbal
Garrido speelde in de jeugd van Real Sociedad. In 2004 maakte hij zijn competitiedebuut in het eerste elftal. Na de degradatie van Sociedad naar de Segunda División A in 2007, verruilde Garrido de club voor Manchester City. Hiervoor debuteerde hij op 11 augustus 2007 in de Premier League, tegen West Ham United.

## Statistieken
| Seizoen | Club            | Land      | Competitie         | Wed. | Doelp. |
| ------- | --------------- | --------- | ------------------ | ---- | ------ |
| 2003/04 | Real Sociedad B | Spanje    | Segunda División B | 29   | 0      |
| 2004/05 | Real Sociedad   | Spanje    | Primera División   | 28   | 0      |
| 2005/06 | Real Sociedad   | Spanje    | Primera División   | 33   | 0      |
| 2006/07 | Real Sociedad   | Spanje    | Primera División   | 25   | 1      |
| 2007/08 | Manchester City | Engeland  | Premier League     | 28   | 0      |
| 2008/09 | Manchester City | Engeland  | Premier League     | 13   | 1      |
| 2009/10 | Manchester City | Engeland  | Premier League     | 9    | 1      |
| 2010/11 | Lazio Roma      | Italië    | Serie A            | 10   | 0      |
| 2011/12 | Lazio Roma      | Italië    | Serie A            | 11   | 0      |
| 2012/13 | → Norwich City  | Engeland  | Premier League     | 34   | 0      |
| 2013/14 | Norwich City    | Engeland  | Premier League     | 6    | 0      |
| 2014/15 | Norwich City    | Engeland  | Championship       | 7    | 0      |
| 2015/16 | UD Las Palmas   | Spanje    | Primera División   | 18   | 0      |
| 2016/17 | AEK Larnaca     | Cyprus    | A Divizion         | 22   | 1      |
| 2017/18 | Geen club       | Geen club | Geen club          |      |        |
| 2018/19 | Real Unión      | Spanje    | Segunda División B | 7    | 0      |
| Totaal  | Totaal          | Totaal    | Totaal             | 280  | 4      |

## Nationaal elftal
Garrido behoorde tot de Spaanse selectie voor het WK -20 van 2005.

## Erelijst
| Europees kampioen -19 | 1x | 2004 |

1 Cillessen ·
2 Park ·
3 Mármol ·
4 Suárez ·
5 J. Muñoz ·
6 González ·
7 Pejiño ·
8 Campaña ·
9 Cardona ·
10 Moleiro ·
11 B. Ramírez ·
12 Loiodice ·
13 Horkaš ·
14 Fuster ·
15 McKenna ·
16 McBurnie ·
17 Mata ·
18 Rozada ·
19 S. Ramírez ·
20 Rodríguez  ·
21 Gil ·
22 Sinkgraven ·
23 Á. Muñoz ·
24 Januzaj ·
25 Valles ·
28 Herzog ·
29 Essugo ·
37 Silva ·
Coach: Carrión
· Assistent-coach: Cisma